# Зграда СУП-а у Сремској Митровици
Зграда СУП-а у Сремској Митровици, данас на Тргу Ћире Милекића, а раније на Тргу Браће Радића, подигнута је 1877. године, првобитно за потребе Петроварадинске имовне општине. Представља непокретно културно добро као споменик културе од великог значаја.

## Архитектура зграде
Зграда је саграђена као једноспратна тротрактна угаона неокласицистичка грађевина (у неокласицистичком стилу), богате пластичне декорације. Академски је компонована, еклектичних архитектонских облика заснованих на принципима ренесансе. Хоризонтална подела фасада добијена је профилисаним кордонским венцем, а вертикална ритмичност различито изведеним пиластрима приземља и спрата. Приземље, обрађено квадерима, је рустично, док богата геометријска и флорална пластична декорација украшава спрат (потпрозорници, троугласти и лучни тимпанони, конзоле, капители на пиластрима, уоквирени делови зидног платна изнад профилисаних троугластих или лучних тимпанона, кровни венац).
Посебно је наглашена симетрично решена угаона фасада пирамидалним куполама са стране, са ветроказима и три окулуса, декоративно украшена. Дворишне фасаде су без декоративних елемената. Канцеларије су окренуте према улици, а ходници према дворишту. На спрат води камено степениште са балустрадом у северном, а у јужном крилу уско дрвено. Из дворишта је грађевина дограђена на неодговарајући начин, без поштовања конзерваторских принципа.
Конзерваторски радови су извођени 1976–79. и 1993. године.